# Trường Đại học Trần Đại Nghĩa
Trường Đại học Trần Đại Nghĩa trực thuộc Tổng cục Kỹ thuật, Bộ Quốc phòng Việt Nam là một trường đại học kỹ thuật được thành lập ngày 12 tháng 5 năm 1975 trên cơ sở nâng cấp Trường Sĩ quan Kỹ thuật quân sự. Trường đào tạo Sĩ quan kỹ thuật trình độ đại học (Kỹ sư công nghệ kỹ thuật quân sự) cho Quân đội nhân dân Việt Nam. Từ năm 2020, Trường dừng tuyển sinh bậc đại học và các chỉ tiêu tuyển sinh chuyển sang cho Học viện Kỹ thuật quân sự. 
- Trụ sở chính: 189 Nguyễn Oanh, phường 10, quận Gò Vấp, Thành phố Hồ Chí Minh
- Trang web chính thức: http://www.tdnu.edu.vn/

## Lịch sử hình thành[2]
- Trường được thành lập ngày 27/5/1978 theo Quyết định số 51/QĐ-QP ngày 27/05/1978 của Bộ Quốc phòng, với tên gọi đầu tiên là "Trường Hạ sĩ quan Kỹ thuật", có thêm nhiệm vụ: Đào tạo Hạ sĩ quan Kỹ thuật hệ I, với 11 chuyên ngành.
- Giai đoạn 1981–1991, theo Quyết định số 51/QĐ-QP ngày 21/02/1981 của Bộ Quốc phòng, Trường được nâng cấp đào tạo từ Hạ sĩ quan Kỹ thuật lên đào tạo Sĩ quan Kỹ thuật; theo Quyết định số 752/QĐ-QP ngày 15/05/1982 của Bộ Quốc phòng, Trường được mang tên "Trường Sĩ quan Kỹ thuật Vin-hem Pich".
- Theo Quyết định số 236/QĐ-QP ngày 06/03/1996 và Quyết định số 115/QĐ-QP ngày 11/02/1997 của Bộ Quốc phòng, Trường mang tên "Trường CĐKT Vin-hem Pich".
- Theo Quyết định số 2165/QĐ-BQP ngày 09/7/2009 của Bộ trưởng Bộ Quốc phòng, Trường mang tên "Trường Sĩ quan Kỹ thuật quân sự (Vin-hem Pich)" trực thuộc Tổng cục Kỹ thuật.
- Ngày 23/12/2010 Phó Thủ tướng Chính phủ Nguyễn Thiện Nhân đã ký Quyết định số 2345/QĐ-TTg thành lập "Trường Đại học Trần Đại Nghĩa" trên cơ sở nâng cấp trường Sĩ quan Kỹ thuật quân sự (Vin-hem Pich).
- Từ năm 2020, Trường dừng tuyển sinh bậc đại học, các chỉ tiêu tuyển sinh chuyển sang cho Học viện Kỹ thuật Quân sự.

## Chức năng, nhiệm vụ
Đào tạo Sĩ quan kỹ thuật trình độ Đại học (Kỹ sư quân sự - Hệ quân sự):
1. Công nghệ Kỹ thuật Cơ khí (Các chuyên ngành: Kỹ thuật Vũ khí; Kỹ thuật Tăng thiết giáp; Kỹ thuật Đạn dược)
2. Công nghệ Kỹ thuật Cơ khí động lực (Chuyên ngành: Kỹ thuật xe máy quân sự)

## Ban Giám hiệu
- Hiệu trưởng: Đại tá, Tiến sĩ Trần Hồng Thanh
- Phó hiệu trưởng: Đại tá, PGS, Tiến sĩ Lương Hồng Sâm
- Chính ủy: Đại tá, Tiến sĩ, NGƯT
- Phó chính ủy: Đại tá, Thạc sĩ Hoàng Đăng Văn

## Cơ cấu - Tổ chức

### Các phòng ban chức năng
- Phòng Tham mưu - Hành chính
- Phòng Chính trị
- Phòng Hậu cần - Kỹ thuật
- Phòng Đào tạo
- Ban Tài chính
- Ban Khảo thí
- Ban Khoa học Quân sự

### Các khoa
1. Khoa Vũ khí:
  - Chủ nhiệm khoa: Đại tá, Tiến sĩ Đào Mạnh Hùng
  - Phó Chủ nhiệm khoa: Thượng tá, Tiến sĩ Vũ Xuân Long
2. Khoa Đạn:
  - Chủ nhiệm khoa: Đại tá, Tiến sĩ Hoàng Trọng Quỳnh
  - Phó Chủ nhiệm khoa: Đại tá, Thạc sĩ, Nhà giáo ưu tú Trần Đức Thiện
3. Khoa Tăng - Thiết giáp:
  - Chủ nhiệm khoa: Đại tá, Thạc sĩ Nguyễn Ngọc Sơn
  - Phó Chủ nhiệm khoa: Trung tá, Thạc sĩ Lê Trường An
4. Khoa Đo lường:
  - Chủ nhiệm khoa: Đại tá, Thạc sĩ Lương Duy Hiếu
5. Khoa Ô tô:
  - Chủ nhiệm khoa: Đại tá, Tiến sĩ Nguyễn Chí Thanh
  - Phó Chủ nhiệm khoa: Thượng tá, Thạc sĩ Trường Hùng
6. Khoa Công nghệ thông tin:
  - Chủ nhiệm khoa: Trung tá, Tiến sĩ Phùng Thế Bảo
  - Phó Chủ nhiệm khoa: Thiếu tá, Thạc sĩ Trần Vũ Đại
7. Khoa Chỉ huy Tham mưu Kỹ thuật:
  - Chủ nhiệm khoa: Đại tá, Thạc sĩ, Hoàng Nghĩa Cầu
  - Phó Chủ nhiệm khoa: Đại tá, Thạc sĩ Bùi Quang Trung
8. Khoa Quân sự:
  - Chủ nhiệm khoa: Đại tá, Thạc sĩ Đặng Văn Quế
  - Phó Chủ nhiệm khoa: Thượng tá, Thạc sĩ Trần Trung Lập
9. Khoa Khoa học Xã hội & Nhân văn:
  - Phó Chủ nhiệm khoa: Trung tá, Tiến sĩ Đinh Công Dũng
10. Khoa Khoa học Cơ bản:
  - Chủ nhiệm khoa: Thượng tá, Thạc sĩ Trần Hoài Nhân
  - Phó Chủ nhiệm khoa: Thiếu tá, Thạc sĩ Trương Văn Tuấn
11. Khoa Kỹ thuật Cơ sở:
  - Chủ nhiệm khoa: Đại tá, Thạc sĩ Nguyễn Thanh Toàn
  - Phó Chủ nhiệm khoa: Đại tá, Tiến sĩ Phạm Hồng Thanh
12. Khoa Thực hành:
  - Chủ nhiệm khoa: Thượng tá, Thạc sĩ Lê Minh Chính
  - Phó Chủ nhiệm khoa: Trung tá, Tiến sĩ Nguyễn Hồng Phong

### Các đơn vị
- Tiểu đoàn 1 (Quản lý học viên Trường ngoài Quân đội)
- Tiểu đoàn 2 (Quản lý học viên Liên thông đại học, Trung cấp)
- Tiểu đoàn 3 (Quản lý học viên Sĩ quan kĩ thuật)
- Tiểu đoàn 4 (Quản lý chiến sĩ mới)
- Tiểu đoàn 5 (Quản lý học viên dân sự và học viên Lào, Campuchia)

## Hiệu trưởng qua các thời kì
- 2009–2019: Thiếu tướng Nguyễn Văn Hưng
- 2019–nay: Đại tá Trần Hồng Thanh

## Chính ủy qua các thời kì
- 2006–2014: Đại tá Trần Viết Triền
- 2014–2020: Đại tá Huỳnh Ngọc Nhâm
- 2020–nay: Đại tá Nguyễn Chiến Hạm